# 奥德省
奥德省（法语，法語發音：[od] ⓘ，奧克語發音：[ˈawðe]）是法國奥克西塔尼大区所轄的省份，東鄰地中海，得名于奥德河。該省編號為11。